# 六道河镇
六道河镇，是中华人民共和国河北省承德市兴隆县下辖的一个乡镇级行政单位。

## 行政区划
六道河镇下辖以下地区：
悖椤台村、杨家台村、南台村、二道河村、小关门村、古磬村、北坎子村、六道河村、五道河村、周家庄村、朱家沟村、响水湖村、六道沟村、罗圈厂村、照北沟村、思家岭村、大苇塘村、前苇塘村、杨树沟村和北火道村。